# Papaver hybridum

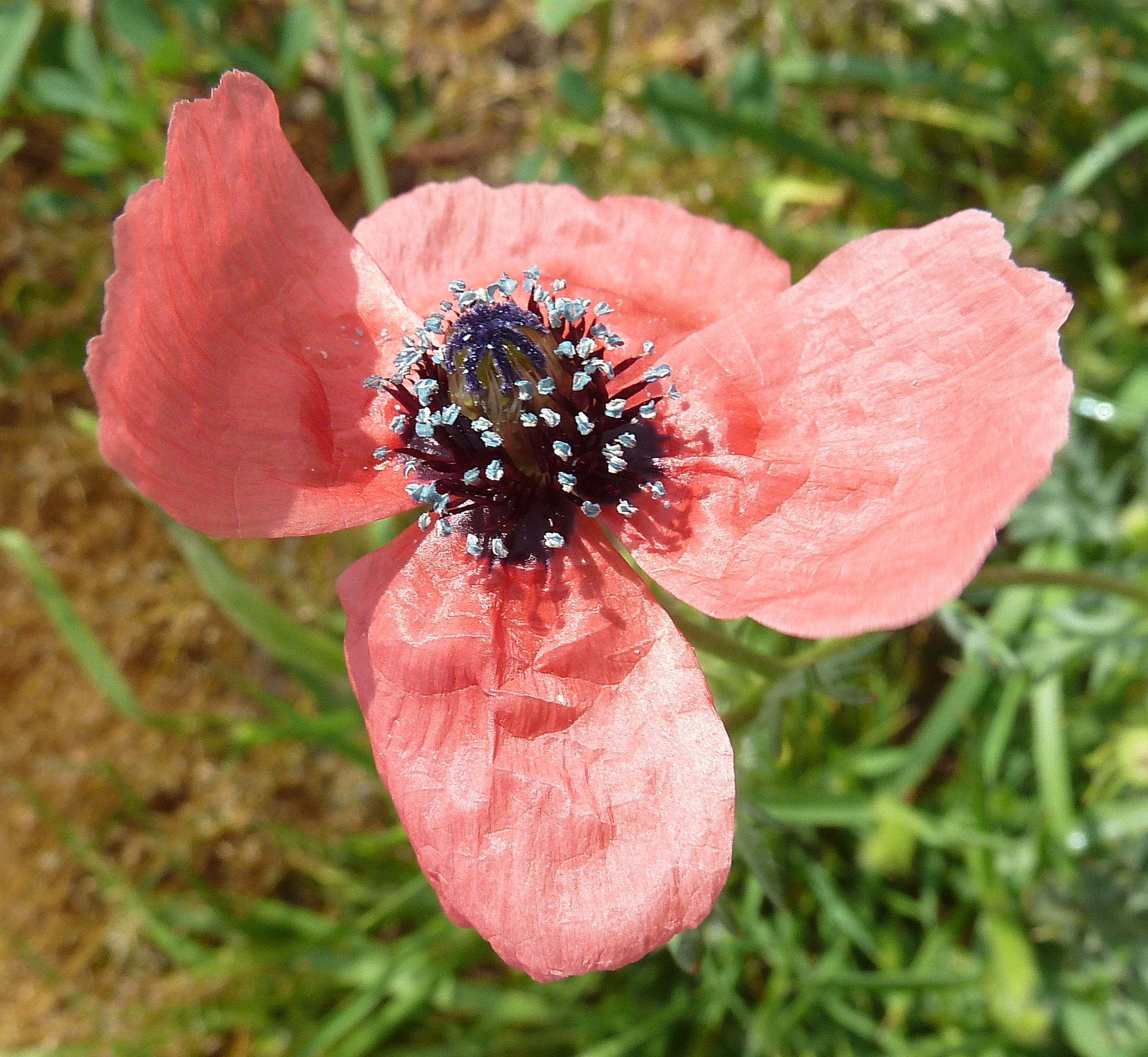
Inflorescencia, detalle

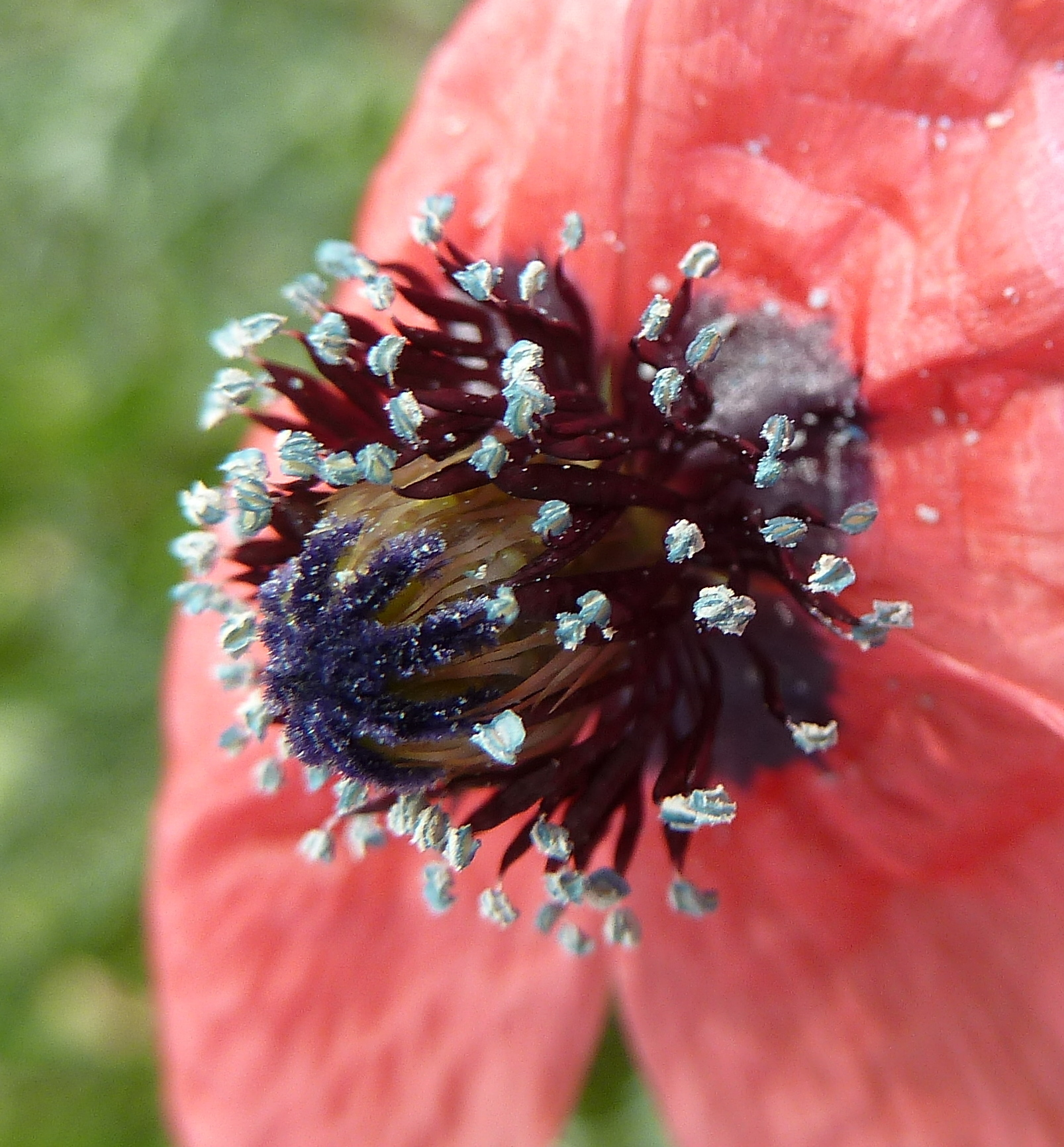
Detalle de los órganos reproductores.

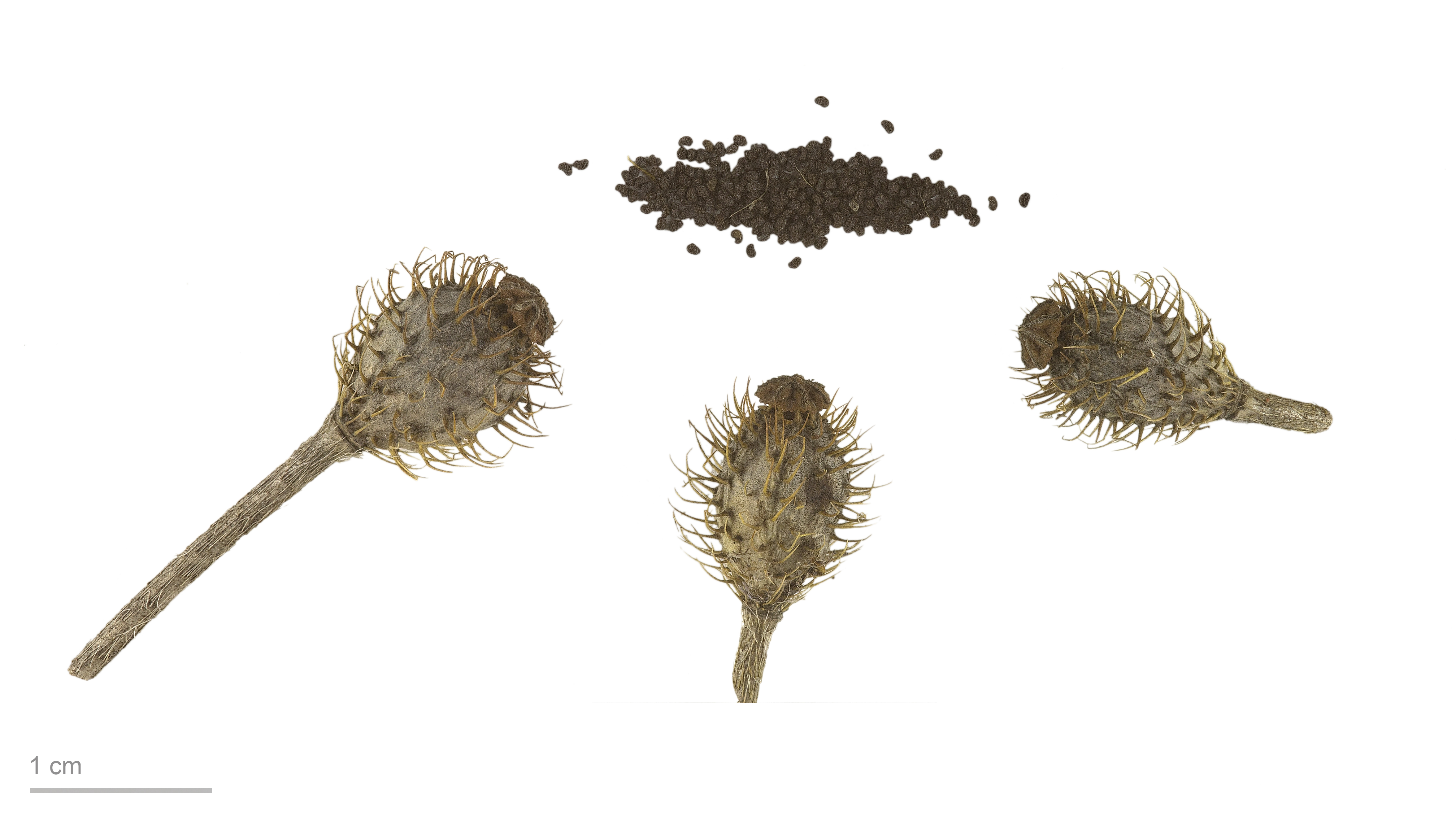
Papaver hybridum - MHNT

Papaver hybridum, la amapola triste, es una especie de planta herbácea del género Papaver en la familia Papaveraceae.

## Descripción
Es una planta anual, parecida a la amapola común, pero con pétalos más pequeños, de color rojizo/carmesí más pálido y frutos (cápsulas) que son subglobulares, centimétricos y hirsutos. Disco de la cápsula con 6-9(12) radios, convexo y con bordes crenulados.

## Distribución
Nativa en Europa, África del Norte y Asia hasta Pakistán. Naturalizada en Australia, Nueva Zelanda y América del Sur (Argentina, Chile). Introducida también en el Este; (Pensilvania y Carolina); y Oeste; (California); de Estados Unidos.
Es una especie ruderal frecuente en la península ibérica.

## Taxonomía
El nombre Papaver hybridum  fue descrito por Carlos Linneo y publicado en Species Plantarum, vol. 1, p. 506–507, 1753.
La especie fue descrita anteriormente (pero sin actual validez nomenclatural) por varios botánicos, entre cuales Gaspard Bauhin.
Citología
Número de cromosomas de Papaver hybridum (Fam. Papaveraceae) y táxones infraespecíficos: 2n=14
Etimología
Ver: Papaver
 hybridum: epíteto latino que significa "híbrido"
Sinonimia
- Cerastites hybrida Gray
- Papaver apulum Ten. var. micranthum auct. non (Boreau) Fedde
- Papaver hispidum Lam.
- Papaver hybridum var. ambiguum Rouy
- Papaver hybridum var. hirsutum Cout.
- Papaver hybridum var. siculum (Guss.) Fiori
- Papaver siculum Guss.[10][11]

## Nombrs comunes
- Castellano: amapol, amapola, amapola mestiza, amapola peluda, amapola triste, amapol fino, amapolo, anapol, babaol, escabiosa, papola peluda.[10]